# Бучачская городская община
Бучачская городская община (укр. Бучацька міська громада) — территориальная община в Чортковском районе Тернопольской области Украины.
Административный центр — город Бучач.
Население составляет 37886 человека. Площадь — 528,1 км².
В соответствии с распоряжением Кабинета Министров Украины от 12 июня 2020 года, в состав общины вошла территория Бучачского городского совета, а также Барышского, Беремянского, Бобулинского, Добропольского, Дулибовского, Жизномирского, Жнибородского, Зарывинецкого, Зеленского, Зубрецкого, Кидановского, Лещанецкого, Новопетликовского, Озерянского, Осовецкого, Переволокского, Подзамочковского, Пороховского, Предместянского, Репинецкого, Сороковского, Старопетликовского и Язловецкого сельских советов упразднённого Бучачского района.

## Населённые пункты
В состав общины входят 1 город и 36 сёл:
- Город Бучач
- Барышский старостинский округ:
  - Барыш
- Беремянский старостинский округ:
  - Беремяны
- Бобулинский старостинский округ:
  - Бобулинцы
  - Киданов
- Добропольский старостинский округ:
  - Доброполе
  - Матеушовка
- Дулибовский старостинский округ:
  - Дулибы
- Жизномирский старостинский округ:
  - Жизномир
- Жнибородский старостинский округ:
  - Жнибороды
- Зарывинецкий старостинский округ:
  - Зарывинцы
  - Рукомыш
- Зеленский старостинский округ:
  - Зелёная
- Зубрецкий старостинский округ:
  - Зубрец
- Лещанецкий старостинский округ:
  - Лещанцы
- Новопетликовский старостинский округ:
  - Новые Петликовцы
  - Пушкари
- Озерянский старостинский округ:
  - Вербятин
  - Озеряны
- Осовецкий старостинский округ:
  - Осовцы
- Переволокский старостинский округ:
  - Курдыбановка
  - Переволока
- Подзамочковский старостинский округ:
  - Звенигород
  - Подзамочек
  - Подлесье
- Пороховский старостинский округ:
  - Порохова
- Предместянский старостинский округ:
  - Малые Залещики
  - Предместье
- Репинецкий старостинский округ:
  - Помирцы
  - Репинцы
- Сороковский старостинский округ:
  - Сороки
- Старопетликовский старостинский округ:
  - Белявинцы
  - Старые Петликовцы
- Язловецкий старостинский округ:
  - Бровары
  - Новосёлка
  - Пожежа
  - Язловец